# Saint-Aubin-le-Guichard
Pour les articles homonymes, voir Saint-Aubin.
Saint-Aubin-le-Guichard est une ancienne commune française, située dans le département de l'Eure en région Normandie, devenue le 1er janvier 2016 une commune déléguée au sein de la commune nouvelle de Mesnil-en-Ouche.

## Géographie
Village du pays d'Ouche.

## Toponymie
Le nom de la localité est attesté sous la forme Saint-Aubin-le-Guischard en 1319.
Le patron de la paroisse est saint Aubin, évêque d'Angers au VIe siècle.
Une des nombreuses paroisses et anciennes paroisses du pays d'Ouche et de l'Eure, sous le vocable de ce saint.
Le déterminant complémentaire -le-Guichard se réfère à un personnage prénommé Guichard, nom devenu patronymique, moins attesté en Normandie que dans d'autres régions à l'origine. Cependant, on le retrouve ailleurs dans l'Eure dans Incarville (Wiscarville 1190) sous sa forme normanno-picarde avec [w] initial, qui a souvent chuté à l'initiale des formations toponymiques de Haute-Normandie.

## Histoire
L’histoire de Saint-Aubin-le-Guichard s’intègre dans le cadre plus général de celle du pays d'Ouche et de la Normandie. Elle est liée à celle des villes voisines de Beaumont-le-Roger, de Beaumesnil et de Bernay.

### Préhistoire
Des bifaces taillés datant du Paléolithique ont été trouvés dans l’herbage de la Mare Plate, à la sortie du bourg, sur le chemin de Montreuil. Plus près de nous, au même endroit, on a aussi trouvé une hache polie du néolithique. À proximité de la commune, on trouve un menhir à Landepereuse et un dolmen à Verneusses.  Ces différents éléments montrent que le territoire de Saint-Aubin-le-Guichard était habité aux temps préhistoriques.

### Époque gallo-romaine
Auguste Le Prévost signale, au XIXe siècle, près de la Ferme du Val, les vestiges d’un « camp romain ». En fait, il ne s'agit certainement pas d'un camp romain, puisque les archéologues n'en ont jamais mis au jour dans le Nord-Ouest de la France. Il s'agit vraisemblablement d'un établissement celtique de l'âge du fer, voire d'un établissement médiéval. Par contre, des forges ont existé à cet endroit dès l'antiquité et leurs plans avaient été levés par François Ameline en 1885. Mais on ne trouve plus de traces aujourd’hui. En revanche, des tuiles et des restes de poteries gallo-romaines ont été retrouvés, en 1958, dans le verger à l’arrière du manoir situé dans le bourg et y sont conservés.

### Moyen Âge
Après les dévastations dues aux incursions des Vikings du IXe siècle, la Normandie se construit peu à peu sur les bases de cette partie ruinée de la Neustrie pour devenir, vers l’an 1000, une principauté particulièrement bien administrée. Les abbayes sont reconstruites et de nouvelles fondaisons voient le jour. L’une d’elles, Saint-Léger de Préaux, va modifier la vie de Saint-Aubin-le-Guichard.
C’est Onfroy de Vieilles, descendant d'une famille scandinave, premier chef de l’honneur de Beaumont-le-Roger qui fait reconstruire avec l'aide de sa femme Albérade (Aubrée) vers 1034, le monastère Notre-Dame à Saint-Pierre-de-Préaux (aujourd’hui commune des Préaux) à quelques kilomètres de Pont-Audemer. Il avait été détruit par les Vikings. Il s'agit d'une abbaye d'hommes.
Son fils, Roger de Beaumont dit le Barbu (vers 1015 – 29 novembre 1094), qui fut vicomte de Rouen, seigneur de Vatteville-la-Rue, Pont-Audemer, Beaumont-le-Roger (et peut-être de Brionne), fonda, aux alentours de 1050, l'abbaye féminine Saint-Pierre de Préaux, à proximité du monastère masculin.
Fonder un monastère nécessitait de lui accorder des moyens de subsister. Roger de Beaumont donna à l’abbaye de femmes, régie selon la Règle de saint Benoît, des terres à Saint-Aubin-le-Guichard qui restèrent propriété de 37 abbesses successives, durant plus de sept siècles. Un acte du 23 octobre 1770 indique : « Très illustre et vertueuse Dame Madame Marie-Anne de Lentilhac de Gimel, [abbesse] de l’abbaye royale de Saint Léger de Préaux, ordre de Saint Benoît, située au diocèse de Lisieux, paroisse Saint-Michel dudit Préaux [possède] manoir, maison, terres de labours et dîmes, bois et droits seigneuriaux de Saint-Aubin-le-Guichard. »

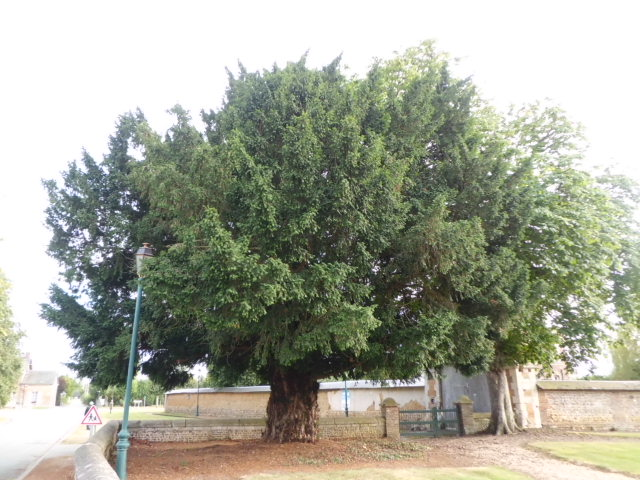
If funéraire multiséculaire de Saint-Aubin-le-Guichard, Eure

De cette époque lointaine ne subsiste aucun bâtiment : seul l’if millénaire sous lequel l’abbesse rendait justice existe toujours (Route de Beaumont). Des lieux-dits rappellent la présence de l’abbaye : « La Cour-l’Abbesse » et le « bois Abbesse ». C’est grâce à cette donation des terres de Saint-Aubin-le-Guichard que nous avons la première mention écrite de l’existence de la paroisse, aujourd’hui commune.
Les terres de l’abbesse de Saint-Léger-de-Préaux constituaient un fief. Jouxtant celui-ci, un autre fief, plus précisément un quart de fief, était tenu par la famille Guichard qui avait alors déjà donné son nom à la paroisse, dans la mouvance de Beaumont-le-Roger. On trouve, en 1210, mention d’un quart de fief de haubert par Robert Guichard.
Par alliance, le fief de Saint-Aubin-le-Guichard passa à la famille du Val : en 1361, Guillaume du Val, époux d’Alix de Mauvoisin, est seigneur de Saint-Aubin-le-Guichard. Leur fils, Macé du Val, épousa Marie d’Orbec, fille de Louis d’Orbec, seigneur de Beaumontel.
Macé du Val étant mort avant 1442, c’est Marie d’Orbec, qui vit Saint-Aubin-le-Guichard être l’objet d’une attaque anglaise à la fin de la guerre de Cent Ans. La région de Saint-Aubin-le-Guichard avait été plusieurs fois prise et reprise par Anglais et Français, elle avait été occupée pendant trente années, mais ce n’est que dans les dernières années du conflit, lors des ultimes combats dans le nord de la France, lorsque Charles VII lance en 1449-1450 une grande offensive pour récupérer entièrement et définitivement la Normandie, que des combats ont lieu dans la commune. Appuyée par une armée disciplinée, sa puissante artillerie se révèle efficace. On en a retrouvé des traces sur le mur-pignon du Manoir du Bourg et, à proximité, en 1970 et 1990, plusieurs boulets en fonte comme seule l’armée française en utilisait depuis 1424. Ce manoir, alors entouré de douves, a été en grande partie détruit en 1449.
Thomas du Val, fils de Macé et de Marie, fut ensuite seigneur de Saint-Aubin-le-Guichard, du Val, de Beaumontel et d’une partie de Gouttières. Bailli de Beaumont-le-Roger en 1474, il épousa Michèle Affagart. Leur succession fut recueillie par leur fils en 1527.

### Renaissance
Ce fut d’abord une période de reconstruction : l’église avait été endommagée et, probablement, tous les bâtiments importants. Le Manoir du Bourg a alors été entièrement reconstruit : on y retrouve encore aujourd’hui des éléments de charpentes réutilisées alors, vers 1460.
Louis du Val, petit-fils de Thomas et Michèle, époux de Jeanne de Courteuvre, possédait Saint-Aubin, le Val et Beaumontel en 1538. C’est lui qui fit reconstruire le manoir du Val et réparer l’église. Ce fut plus qu’une réparation puisque deux travées ont alors été ajoutées et sont les plus belles.
Cette belle église présente, depuis son agrandissement au milieu du XVIe siècle,  une superbe façade en damier de pierres et de silex, décor continué sur le côté des deux nouvelles travées. La nouvelle église a été terminée en 1554. Les restaurateurs ont inscrit cette date au-dessus de la porte d’entrée, ce qui laisse imaginer, à tort, que l’ensemble du bâtiment est millésimé 1554. L’église, en fait, est d’époque romane. Ses baies primitives seront remplacées au XVIIe siècle par celles que l’on voit aujourd’hui.
Louis du Val fit reconstruire aussi le colombier de son manoir : on le sait par l’aveu et dénombrement du fief du Val du 24 mars 1538. Ce colombier, de forme octogonale est original car en Normandie, les colombiers sont en général cylindriques au XVIe siècle. Il y avait également, à cette époque, sur le territoire du fief du Val, un moulin à vent.
Nicolas du Val, fils de Louis, recueillit les trois terres (Saint Aubin, le Val et Beaumontel) et épousa en 1563 Madeleine des Haulles. À sa mort, ses biens furent partagés entre son fils Charles du Val, qui eut Beaumontel et sa fille, Anne du Val, qui reçut Saint-Aubin et le Val.

### De Louis XIII à Louis XVI
Anne du Val ayant épousé Louis de Mahiel, fils du seigneur de Saint-Clair-d'Arcey, ce sont les terres de Saint-Aubin, le Val et Saint-Clair qui furent transmises à leur fils, Guillaume de Mahiel, Celui-ci épousa Marie Jeanne Gabrielle de Quenet et mourut en 1696. Quelques années avant, en 1681, un cadran solaire en pierre a été placé sur le mur de l’église.
Les trois fiefs passèrent à Guillaume-Nicolas de Mahiel, leur fils, qui fut lieutenant général au bailliage et vicomté de Beaumont-le-Roger jusqu’en 1727. Il épousa Marie Catherine de Fredet qui mourut à Saint-Aubin-le-Guichard en 1718 à l’âge de 30 ans.
Saint Aubin et le Val furent ensuite recueillis par leur fille Charlotte de Mahiel, mariée à Charles des Courtils. Ce dernier, plus connu sous le nom de Comte de Merlemont, était chevalier. Il tirait son nom d’une terre provenant de sa propre famille et située aux portes de Beauvais. Charles des Courtils devint ainsi seigneur de Saint-Aubin-le-Guichard et du Val.
En 1723, les paroissiens de Saint-Aubin-le-Guichard constatent que leur « Confrérie de charité » et leur « Confrérie pour la Rédemption des Captifs » ne fonctionnent plus. Ils décident de relancer ces deux institutions. La seconde, fondée en 1559 et réformée en 1659, est tout à fait originale pour un village car on ne trouvait de telles confréries pour le rachat des captifs, c'est-à-dire des chrétiens pris comme esclaves par les musulmans installés en Afrique du nord, que dans quelques grandes villes, surtout dans le sud et l’ouest de la France. Les recherches de V-E. Veuclin, publiées en 1886, en retracent dans le détail toute l’histoire pour notre commune. On trouve encore aujourd’hui trace de cette confrérie avec l’un des tableaux visibles dans le chœur de l’église et des costumes appartenant aux membres de cette confrérie sont conservées au musée de Bernay.
La confrérie de la Charité, quant à elle, est semblable à toutes celles qui ont existé dans les villages et villes de Normandie jusqu’au milieu du XXe siècle. Des objets et costumes de la Confrérie de Charité de Saint-Aubin-le-Guichard se trouvent également conservées aujourd’hui à Bernay.
En 1739, naît à Merlemont le fils de Charlotte et du comte : Charles Louis des Courtils de Merlemont qui entra dans le régiment de Lorraine en 1756 et le quitta, avec le grade de capitaine, en 1776. Il partit, à ses frais, avec La Fayette et Guillaume Liberge de Granchain (une paroisse mitoyenne à celle de Saint-Aubin-le-Guichard) participer à la guerre d'indépendance des États-Unis. À son retour, il se vit obligé de se défaire de ses biens de Normandie et vendit le fief de Saint-Aubin le 27 août 1781 à Charles Le Gras. Par contre, le fief du Val ne trouva pas aussitôt d’acquéreur : il fut par la suite uni au domaine de Beaumesnil pendant quelque temps.
Depuis le Moyen Âge et jusqu’à la Révolution, Saint-Aubin-le-Guichard comprenait donc, outre la propriété de l’abbaye de Saint-Léger-de-Préaux, deux quarts de fief de haubert, Saint-Aubin et Le Val, mais comprenait aussi plusieurs huitièmes de fief :
- La Mare-aux-Oues : en 1320, Raoul des Oues en tirait 10 livres de rente et devait faire 10 jours de garde au château de Beaumont-le-Roger. Ce fief passa en 1361 à Guillaume du Val. Plus tard, en fonction des héritages et des partages, on note comme seigneurs des Oues : Guillaume du Boys, écuyer, en 1562, Pierre de Pigace, écuyer, en 1607 et Jacques-Claude Lucas en 1760.
- La Mare Morin : Guillaume de Mare Morin sert de témoin à différentes chartes de 1175 à 1186 pour les Dames de Préaux et le prieuré de Grandmont. Louis de Mare Morin, écuyer, était en 1388, verdier de Beaumont-le-Roger. Le fief de Mare Morin fut vendu en 1705 par Jean de la Mare, sieur de Colombeaux, au droit de Marie Osmont, sa femme, et François Mahiel, sieur de Saint-Clair.
- Les Petits Mons : on trouve d’abord un aveu daté du 2 février 1414. ÉJean de Saint Clair était seigneur des Petits Monts en 1469. Ce fief passa ensuite aux familles de Boys et de Pigace.
- La Pérelle : Charles de la Pille, garde de corps du roi, anobli en 1666, demeurant à Boisney, était sieur de La Pérelle.

### Époque révolutionnaire
Charles Louis des Courtils de Merlemont fut député de la noblesse du bailliage de Beauvais en 1789, puis membre du Conseil des Anciens. Il est mort en 1810 laissant deux fils dont la descendance subsiste de nos jours dans le Beauvaisis.
À Saint-Aubin-le-Guichard, Charles Le Gras joua lui aussi un rôle en 1789 : il fut délégué par les Saint-Aubinois, avec Jean Courtillet,  pour porter le Cahier de doléances de la paroisse au siège de la vicomté, Beaumont-le-Roger. De là, il fut l’un des deux représentants du tiers-état de la vicomté à Evreux. Mais aucun représentant des paysans de la région n’a été choisi à ce stade pour participer aux Etats généraux de Versailles. Le cahier de doléances a été l’objet d’un remarquable travail de recherche de la part des élèves de l’école de Saint-Aubin-le-Guichard, sous la direction de Madame François, lors de la célébration du bicentenaire de la Révolution. En voici un extrait :
« Aujourd’hui dimanche premier de Mars 1789, en l’Assemblée convoquée au son de la cloche en la manière accoutumée […] tous les hommes appartenant au Tiers Etat, âgés de 25 ans, tous nés Français ou naturalisés… » […]  Les récoltes de 1788 avaient été très mauvaises. Le prix du pain ne cessait d’augmenter : en six mois il avait presque doublé. La misère s’était accrue pendant l’hiver particulièrement rigoureux de 1788-1789, la Seine avait gelé de Paris jusqu’au Havre […] »
Charles Le Gras appartenait, lui aussi, à une très ancienne du pays, établie au XVe siècle à Bernay et à Granchain où elle possédait les seigneuries du fief au Blanc et de la Chouquetière, situés dans la partie de la commune touchant Les Jonquerets-de-Livet. Les Le Gras portaient le titre d’écuyer. Le personnage le plus intéressant de cette famille est Georgette Legras qui fonda, à Evreux en 1531, le « Gaude Maria », fondation dont l’un des objets était le soutien aux condamnés à mort, tradition qui fut appliquée jusqu’à la Révolution. On peut voir aujourd’hui sa pierre tombale dans le cloître de la cathédrale d’Evreux et un vitrail la représentant avec Saint Claude (déposé et restauré en 1982 mais en attente de réinstallation).
Au moment de la Révolution, Charles Le Gras resta possesseur du manoir de Saint-Aubin toujours habité par ses descendants : ce manoir  n’a donc changé de mains qu’une seule fois en plus de six siècles.

### XIXesiècle
L’église est restaurée au milieu du XIXe siècle. Elle n’avait été fermée qu’une seule année pendant la Révolution mais avait alors perdu ses vitraux et son mobilier. Depuis 1795, elle était un lieu de culte en mauvais état. Une sacristie est construite, le clocher est refait, les vitraux sont remplacés. Parmi ces derniers, dans le chœur, avant la Révolution, certains représentaient les abbesses de Saint-Léger-de-Préaux mais on n’en avait plus le dessin lorsqu’on les remplaça. Des paroissiens offrirent ces nouveaux vitraux.

## Politique et administration
| Période                                  | Période  | Identité          | Étiquette | Qualité              |
| ---------------------------------------- | -------- | ----------------- | --------- | -------------------- |
| 1938                                     |          | Raux              |           |                      |
| mars 2001                                | En cours | Bernard Boissière | DVD       | Agriculteur retraité |
| Les données manquantes sont à compléter. |          |                   |           |                      |

## Démographie
L'évolution du nombre d'habitants est connue à travers les recensements de la population effectués dans la commune depuis 1793. À partir du 1er janvier 2009, les populations légales des communes sont publiées annuellement dans le cadre d'un recensement qui repose désormais sur une collecte d'information annuelle, concernant successivement tous les territoires communaux au cours d'une période de cinq ans. 
Pour les communes de moins de 10 000 habitants, une enquête de recensement portant sur toute la population est réalisée tous les cinq ans, les populations légales des années intermédiaires étant quant à elles estimées par interpolation ou extrapolation. Pour la commune, le premier recensement exhaustif entrant dans le cadre du nouveau dispositif a été réalisé en 2008,.
En 2013, la commune comptait 310 habitants, en évolution de +8,39 % par rapport à 2008 (Eure : +2,66 %, France hors Mayotte : +2,49 %).
| 1793 | 1800 | 1806 | 1821 | 1831 | 1836 | 1841 | 1846 | 1851 |
| ---- | ---- | ---- | ---- | ---- | ---- | ---- | ---- | ---- |
| 653  | 643  | 759  | 735  | 700  | 676  | 666  | 695  | 678  |

| 1856 | 1861 | 1866 | 1872 | 1876 | 1881 | 1886 | 1891 | 1896 |
| ---- | ---- | ---- | ---- | ---- | ---- | ---- | ---- | ---- |
| 590  | 557  | 544  | 505  | 502  | 456  | 432  | 377  | 345  |

| 1901 | 1906 | 1911 | 1921 | 1926 | 1931 | 1936 | 1946 | 1954 |
| ---- | ---- | ---- | ---- | ---- | ---- | ---- | ---- | ---- |
| 309  | 336  | 325  | 260  | 270  | 275  | 268  | 319  | 306  |

| 1962 | 1968 | 1975 | 1982 | 1990 | 1999 | 2008 | 2013 | - |
| ---- | ---- | ---- | ---- | ---- | ---- | ---- | ---- | - |
| 244  | 244  | 228  | 219  | 228  | 231  | 286  | 310  | - |

## Lieux et monuments
- Église Saint-Aubin
- If séculaire